# Kaiku (futbolista)
Carlos Martín Arceo (Galdácano, Vizcaya, España, 26 de julio de 1972), conocido como Kaiku, es un exfutbolista español que jugaba como delantero. Actualmente es el delegado del Atlético Levante U. D. de la Segunda División B de España.

## Clubes
| Club                       | País   | Año       |
| -------------------------- | ------ | --------- |
| C. D. Derio                | España | 1992-1993 |
| S. C. D. Durango           | España | 1993-1994 |
| Bilbao Athletic            | España | 1994-1995 |
| Amurrio Club               | España | 1995-1996 |
| C. D. Ourense              | España | 1996      |
| Levante U. D.              | España | 1996-1997 |
| Real Sporting de Gijón     | España | 1997-1999 |
| Getafe C. F.               | España | 1999-2000 |
| Levante U. D.              | España | 2000-2002 |
| R. C. Recreativo de Huelva | España | 2002-2004 |
| C. F. Ciudad de Murcia     | España | 2004      |
| S. D. Ponferradina         | España | 2004-2005 |